# Diocèse de Saint Augustine
Le diocèse de Saint Augustine (en latin : Dioecesis Sancti Augustini) est une circonscription de l'Église catholique aux États-Unis, suffragante de l'archidiocèse de Miami. En 2022, le diocèse comptait 153 041 baptisés pour 2 330 405 habitants. Il est dirigé par l'évêque Erik Thomas Pohlmeier (en) depuis 2022.

## Territoire et organisation

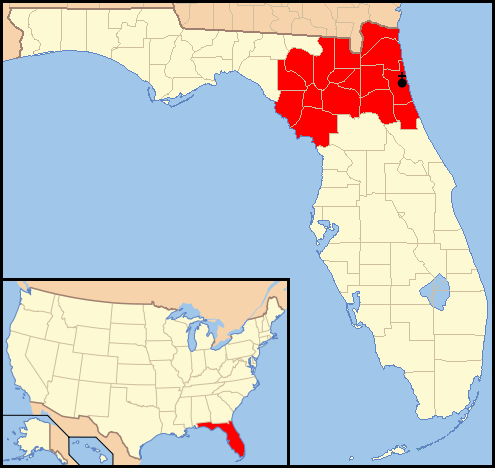
Localisation du diocèse.

Le diocèse couvre une superficie de 25 575 km² et étend sa juridiction sur les fidèles catholiques de rite latin résidant dans 17 comtés de l'État de Floride : Alachua, Baker, Bradford, Clay, Columbia, Dixie, Duval, Flagler, Gilchrist, Hamilton, Lafayette, Levy, Nassau, Putnam, St. Johns, Suwannee et Union. 
Le siège du diocèse est situé dans la ville de Saint Augustine, où se trouve la cathédrale-basilique de Saint Augustine. À Jacksonville il y a également la basilique de l'Immaculée-Conception (en). 
En 2022, dans le diocèse, il y avait 54 paroisses regroupées en 5 doyennés : Gainesville, Jacksonville Nord, Jacksonville Sud, St. Augustine et St. Johns River, avec 166 prêtres et 60 diacres.

## Histoire
Le diocèse de Saint Augustine tient son origine du 9 janvier 1857 lorsque le pape Pie IX créa le vicariat apostolique de Floride à partir de cessions d'un territoire du diocèse de Savannah. 
Le 11 mars 1870, le vicariat apostolique de Floride a été érigé en diocèse également par Pie IX avec la constitution apostolique Quo catholico nomini et a été renommé diocèse de Saint Augustine. Il a été placé sous l'archidiocèse de Baltimore en tant qu'évêché suffragant. 
Le diocèse de Saint Augustine a cédé des parties de son territoire le 25 mai 1958 pour la création de l'archidiocèse de Miami. Le 10 février 1962, le diocèse de Saint Augustine a été érigé en diocèse suffragant de l'archidiocèse d'Atlanta. Le diocèse de Saint Augustine a cédé le 2 mars 1968 une partie de son territoire pour la création des diocèses d'Orlando et de Saint Petersburg. 
Le 2 mars 1968, le diocèse de Saint Augustine a été érigé en diocèse suffragant de l'archidiocèse de Miami. Une autre cession de territoire a eu lieu le 1er octobre 1975 pour la création du diocèse de Pensacola-Tallahassee.